# Turin (New York)
Pour les articles homonymes, voir Turin (homonymie).
Ne doit pas être confondu avec Turin (village, New York).
Turin est une ville située dans le comté de Lewis, dans l'État de New York, aux États-Unis,. En 2010, elle comptait une population de 761 habitants.

## Démographie
Lors du recensement de 2010, la ville comptait une population de 761 habitants. Elle est estimée, en 2016, à 757 habitants.